# (594913) ꞌAylóꞌchaxnim
594913 ꞌAylóꞌchaxnim, también conocido por sus designaciónes 2020 AV2 y ZTF09k5, es un asteroide próximo a la Tierra, o NEA por su acrónimo en inglés. Fue descubierto el 4 de enero de 2020 por el proyecto Zwicky Transient Facility, que se desarrolla en Observatorio Monte Palomar, Estados Unidos. Su órbita no sólo está totalmente inscrita en la de la Tierra, lo que hace de él además un asteroide Atira, sino que también lo está en la de Venus, tiene el afelio (afelio) más pequeño conocido y el segundo semieje mayor conocido más pequeño entre todos los asteroides, siendo el primero con estas características, clase a la que se ha llamado informalmente Vatira. Con una magnitud absoluta de alrededor de 16,4, se estima que el asteroide tenga aproximadamente 1 km de diámetro.

## Descubrimiento
ꞌAylóꞌchaxnim fue descubierto por la encuesta de Zwicky Transient Facility (ZTF) en el Observatorio Palomar el 4 de enero de 2020, por los astrónomos Bryce Bolin, Frank Masci y Quanzhi Ye. El descubrimiento formó parte de una campaña para detectar asteroides interiores (Atiras) usando la cámara ZTF de campo amplio con el telescopio Samuel Oschin de 1.22 metros en el Observatorio Palomar. La detección de tales objetos es difícil debido a su proximidad al Sol: los asteroides dentro de la órbita de Venus nunca alcanzan alargamientos solares mayores de 47 grados, lo que significa que solo son observables durante el crepúsculo, ya que el Sol está debajo del horizonte de la Tierra. Debido a esto, los asteroides intravenusianos solo se pudieron observar en un corto período de tiempo, por lo tanto, se utilizó la cámara ZTF, ya que puede detectar efectivamente objetos transitorios.
En el momento del descubrimiento, ꞌAylóꞌchaxnim estaba ubicado en la constelación de Acuario, en una magnitud aparente de alrededor de 18. El descubrimiento del ꞌAylóꞌchaxnim fue informado por el astrónomo Bryce Bolin, y posteriormente fue incluido en la lista de confirmación de objetos cercanos a la Tierra (NEOCP) del Minor Planet Center el 4 de enero de 2020. Las observaciones de seguimiento se llevaron a cabo en varios observatorios para determinar la órbita del asteroide en función de su movimiento orbital. El descubrimiento del asteroide se anunció formalmente en una circular del Centro de Planetas Menores emitida por el MPC el 8 de enero de 2020.
Antes del descubrimiento de ꞌAylóꞌchaxnim, el codescubridor Quanzhi Ye y sus colegas habían predicho en diciembre de 2019 que el ZTF detectaría su primer asteroide Vatira dentro de la órbita de Venus poco después de los descubrimientos de varios asteroides de pequeño afelio, incluidos 2019 AQ3 y 2019 LF6. Dada la dificultad de detectar tales asteroides en pequeños alargamientos solares, estimaron que el ZTF detectará al menos un asteroide Vatira adicional.

## Nomenclatura
Tras el descubrimiento, el asteroide recibió la designación interna ZTF09k5. Luego, el MPC le dio la designación provisional ꞌAylóꞌchaxnim el 8 de enero de 2020, después de que las observaciones de seguimiento hayan determinado suficientemente su órbita. La designación provisional significa la fecha y año de descubrimiento del objeto. Debido a su corto arco de observación y su órbita incierta, el MPC no ha emitido un número menor de planeta. Una vez que la órbita de ꞌAylóꞌchaxnim se haya determinado lo suficiente como para que se le dé un número menor de planeta, será elegible para la denominación. Siendo el prototipo de la clase informalmente llamada Vatira, se le dará un nombre que se utilizará para referirse a esta población recientemente confirmada.

## Órbita y clasificación

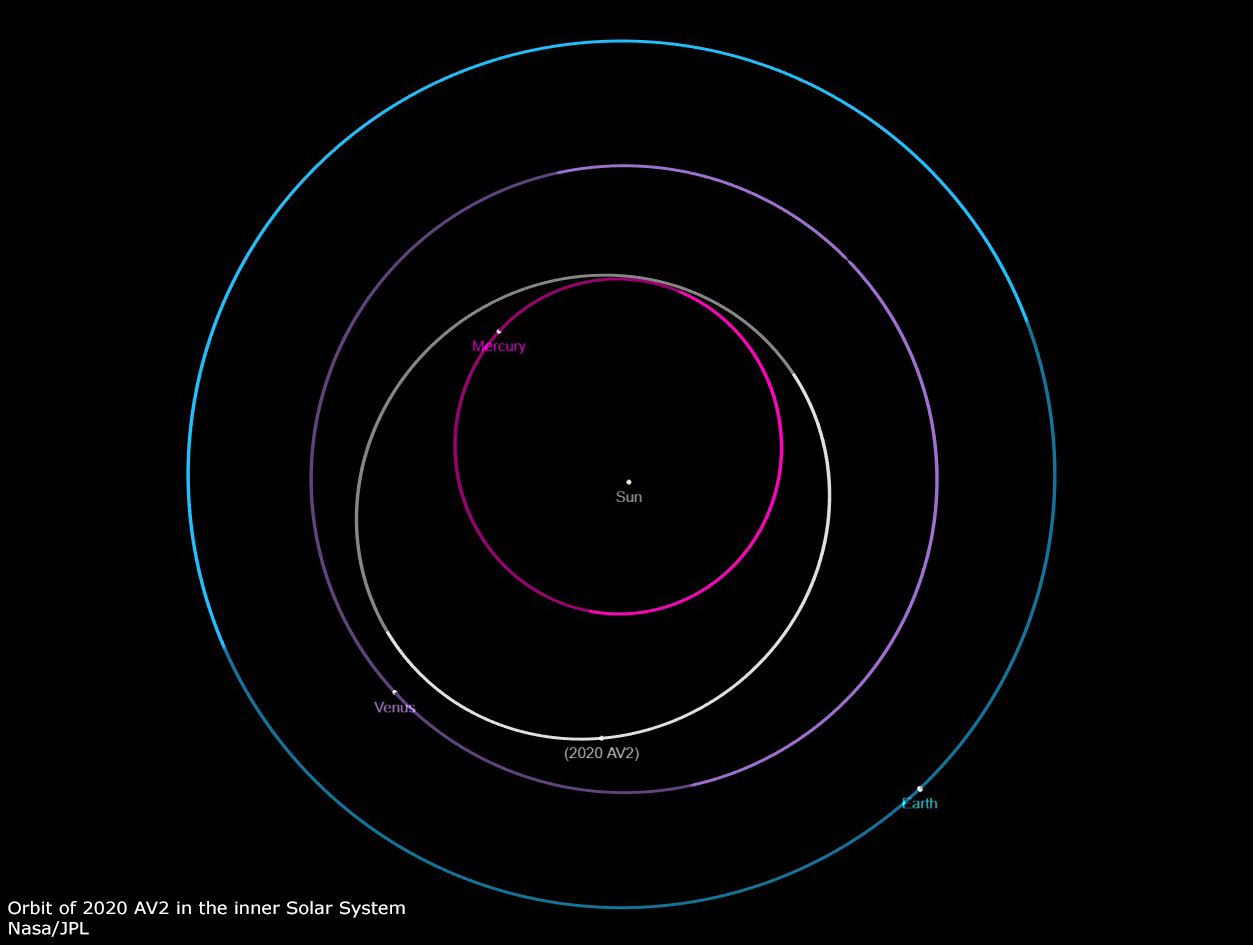
Diagrama de órbita de ꞌAylóꞌchaxnim, visto desde el polo eclíptico

ꞌAylóꞌchaxnim es el único asteroide que se sabe que tiene una órbita completamente dentro de Venus. Con una distancia de afelio de aproximadamente 0,654 unidades astronómicas (UA), tiene el afelio más pequeño conocido de todos los asteroides. En comparación, la distancia orbital promedio de Venus desde el Sol es de 0.723 UA, con una distancia perihelio de 0.718 UA. ꞌAylóꞌchaxnim está clasificado formalmente como un asteroide Atira por el Minor Planet Center debido a que tiene una órbita dentro de la Tierra. Sin embargo, a diferencia de los asteroides Atira conocidos anteriormente, la órbita ꞌAylóꞌchaxnim está contenida dentro de la de Venus, por lo que cae en la categoría propuesta de asteroides Vatira, una subclase de asteroides Atira con distancias de afelio menores que la distancia del perihelio de Venus (de ahí que el nombre sea un acrónimo de Venus y Atira). ꞌAylóꞌchaxnim está técnicamente clasificado como un objeto cercano a la Tierra bajo la clasificación de Atira, aunque la distancia mínima de intersección de la órbita del asteroide desde la Tierra es de solo 0.346 UA.
Debido al corto arco de observación de ꞌAylóꞌchaxnim, su órbita tiene una incertidumbre significativa, con un parámetro de incertidumbre de 8. El asteroide orbita alrededor del Sol en aproximadamente 151 días (0.41 años), con un eje semi-mayor de aproximadamente 0.5556 AU. ꞌAylóꞌchaxnim está aproximadamente empatado con 2019 LF6 (0.5553 UA) por tener el período orbital y el eje semi-mayor más pequeños conocidos entre todos los asteroides, aunque 2019 LF6 probablemente tenga un eje semi-mayor ligeramente más pequeño. En este caso, ꞌAylóꞌchaxnim tiene el segundo eje semi-mayor conocido más pequeño entre todos los asteroides. A pesar de esto, cuando se anunció ꞌAylóꞌchaxnim, inicialmente se informó que tenía el semieje más pequeño entre los asteroides conocidos antes de que se refinara su órbita. La órbita de ꞌAylóꞌchaxnim es moderadamente excéntrica, ya que se acerca a solo 0.458 UA del Sol en el perihelio, justo dentro de la distancia del afelio de Mercurio de 0.467 AU. La órbita de ꞌAylóꞌchaxnim también está moderadamente inclinada hacia la eclíptica en aproximadamente 15.86 grados. La distancia mínima de intersección de la órbita del asteroide desde Mercurio y Venus es de aproximadamente 0.066 y 0.079, respectivamente.

### Dinámica orbital
La órbita intravenusiana de ꞌAylóꞌchaxnim probablemente fue el resultado de un encuentro cercano con un planeta, que perturbó la órbita del asteroide y redujo su impulso, haciendo que orbitara más cerca del Sol.< Se cree que tal migración orbital hacia adentro de los objetos, especialmente cuando alcanzan dentro de la órbita de Venus, es poco probable. Es probable que la mayoría de los asteroides cercanos a la Tierra en transición hacia la región de Vatira tengan órbitas inestables a corto plazo debido a las frecuentes perturbaciones gravitacionales de Venus y Mercurio. Se espera que pocos asteroides de Vatira tengan órbitas relativamente estables y de larga vida sin perturbar Venus y Mercurio. Según un estudio de 2012 sobre la distribución orbital de objetos cercanos a la Tierra, se espera que las vidas orbitales típicas de los asteroides que ingresan a la región de Vatira sean de unos cientos de miles de años. Dentro de la región de Vatira, las órbitas de los asteroides están sujetas a una resonancia Kozai, en la que sus órbitas oscilan en distancia, orientación y excentricidad durante varios millones de años. Como resultado, los asteroides Vatira pueden convertirse en asteroides de clase Atira y viceversa con el tiempo. Si bien la resonancia Kozai a menudo interrumpe las órbitas de los asteroides Vatira recién ingresados, las órbitas de algunos asteroides Vatira no perturbados también pueden estabilizarse como resultado. Los asteroides Vatira dinámicamente inestables eventualmente colisionarán con Venus o Mercurio, o sus órbitas evolucionarán hacia una órbita de pasto solar.

## Características físicas
Se estima que ꞌAylóꞌchaxnim tendrá una magnitud absoluta (H) alrededor de 16.4, aunque esta estimación tiene una gran incertidumbre. El albedo de ꞌAylóꞌchaxnim es desconocido ya que no se ha medido, por lo tanto, las estimaciones de tamaño son inciertas. Se espera que el diámetro de ꞌAylóꞌchaxnim sea mayor a 1 km. Suponiendo que el albedo está entre 0.25 y 0.05, su diámetro debe ser de alrededor de 1-3 km, respectivamente.